# Tổng công ty Điện lực Dầu khí Việt Nam
Tổng công ty Điện lực Dầu khí Việt Nam - Công ty Cổ phần (tên giao dịch quốc tế: PetroVietnam Power Coporation, tên gọi tắt là PV Power) là một đơn vị thành viên thuộc Tập đoàn Công nghiệp Năng lượng Quốc gia hoạt động trong lĩnh vực điện lực, thành lập ngày 17 tháng 5 năm 2007.

## Hoạt động kinh doanh
- Nhiệt điện khí
- Thủy điện
- Nhiệt điện than

## Lịch sử
- Ngày 17/5/2007, Công ty được thành lập theo Quyết định 1468/QĐ-DKVN của Hội đồng quản trị Tập đoàn Dầu khí Việt Nam.
- Ngày 8/12/2017, PV Power chính thức chuyển mô hình sang công ty cổ phần theo quyết định số 1977/QĐ-TTg của Thủ tướng Chính phủ.

## Ban lãnh đạo (hiện nay)
- Chủ tịch HĐQT: Hồ Công Kỳ
- Tổng Giám đốc: Lê Như Linh
- Phó Tổng Giám đốc: Phan Ngọc Hiền
- Phó Tổng Giám đốc: Nguyễn Thị Ngọc Bích
- Phó Tổng Giám đốc: Nguyễn Minh Đạo
- Phó Tổng Giám đốc: Nguyễn Duy Giang
- Phó Tổng Giám đốc: Nguyễn Mạnh Tưởng
- Phó Tổng Giám đốc: Nguyễn Kiên

## Danh hiệu
- Cờ thi đua của Công đoàn Dầu khí Việt Nam cho Công đoàn Tổng Công ty[2]

## Giải thưởng
- Thương hiệu tiêu biểu châu Á - Thái Bình Dương 2020[3]
- Doanh nghiệp vì người lao động 2017
- Cúp vàng Chất lượng Xây dựng Việt Nam 2010
- Top 100 Thương hiệu Sao Vàng Đất Việt 2011
- Top 500 doanh nghiệp lớn nhất Việt Nam[4]
- Top 50 công ty niêm yết tốt nhất Việt Nam

Cùng một số giải thưởng khác...